# Sema-dong
Sema-dong (koreanska: 세마동) är en stadsdel i staden Osan i provinsen Gyeonggi i den centrala delen av Sydkorea, 40 km söder om huvudstaden Seoul.